# Federação Portuguesa de Kickboxing e Muay Thai
Die Federação Portuguesa de Kickboxing e Muay Thai (FPKM) ist der Dachverband für Kickboxen und Muay Thai in Portugal. Die FPKM hat ihren Sitz in der Lissabonner Stadtgemeinde São João de Deus, in der Rua das Trinas Nummer 131.
Die FPKM gehört u. a. dem Weltverband World Association of Kickboxing Organizations (WAKO), dem Dachverband Confederação do Desporto de Portugal und dem Comité Olímpico de Portugal, dem Nationalen Olympischen Komitee Portugals an. Der Verband organisierte eine Vielzahl internationaler Wettbewerbe, zuletzt die Kickboxing-Weltmeisterschaft 2007 in Coimbra und die Muay Thai-Europameisterschaft 2013 in Lissabon.

## Geschichte
Nach der Nelkenrevolution 1974 gründete sich in Portugal 1975 der erste Verband für Full Contact (heute K-1). Die Associação Portuguesa de Full-Contact organisierte 1977 die ersten Landesmeisterschaften und erste internationale Teilnahmen.
Mit der weiteren Entwicklung des Sports veränderten sich auch die Anforderungen an den Verband. Am 25. Januar 1988 wurde daher mit der Federação Portuguesa de Kickboxing e Full-Contact (FPKF) ein neuer Dachverband gegründet. Mit dem Beginn der öffentlichen Zuschüsse für den Verband ab 1990 konnte dieser seine Strukturen ausbauen und seine Arbeit konsolidieren. Ab 1993 nahm die FPKF Vereine als Mitglieder auf, und der bisher unabhängige Karateverband Federação Portuguesa de Karaté-Contact wurde integriert. Im gleichen Jahr wurde die FPKF Mitglied der World Kickboxing Association (WKA).
1995 wurde die FPKF Mitglied des portugiesischen Dachverbands der portugiesischen Sportverbände CDP (Confederação do Desporto de Portugal). Im Jahr 1996 erfolgte die staatliche Anerkennung der Gemeinnützigkeit als Instituição de Utilidade Pública Desportiva, die dem Verband weitere Wachstumsimpulse und Handlungsspielräume gab. Im gleichen Jahr erkannte zudem das Portugiesische Olympische Komitee Kickboxen an. Damit gehört Portugal zu den ersten Ländern, die das Kickboxen in die olympische Bewegung aufnahmen.
Die Neuregelungen für Schiedsrichter und neue Wettbewerbsrichtlinien (beides 1998) und die systematischen Anti-Doping-Kontrollen ab 1999 waren weitere Wegmarken des Verbands bis zur Umbenennung in Federação Portuguesa de Kickboxing 2002. Zeitgleich wurden auch neue Verbandsrichtlinien für den Hochleistungssport eingeführt, u. a. mit Vergütungsmodellen für internationale Medaillengewinne.
2004 eröffnete der Verband seine öffentliche Internetseite. 2006 folgte eine Neuordnung des Verbands. So wurde das Logo erneuert, und der Verband gab sich seinen heutigen Namen.

## Aktivitäten
Die FPKM organisiert eine Reihe regionaler und landesweiter Wettkämpfe aus und betreut portugiesische Sportler bei internationalen Veranstaltungen. Der Verband richtete bereits selbst eine Reihe internationaler Wettbewerbe aus, darunter:
- die Europameisterschaften 1994 in Lissabon
- die Junioren-Weltmeisterschaften 1999 in Lissabon
- die Weltmeisterschaften 2006 in Lissabon
- die Junioren-Europameisterschaften 2007 an der Algarve
- die Weltmeisterschaften 2007 in Coimbra
- die Muay Thai-Europameisterschaften 2013 in Lissabon

Seit 2002 veranstaltet der Verband einen jährlichen Gala-Abend, bei dem Persönlichkeiten ausgezeichnet werden, die sich um den Sport verdient gemacht haben.

## Organisationsstruktur
Präsidentin ist Ana Cristina Vital Melo (Stand September 2015). Neben der neunköpfigen Verbandsleitung mit Präsidentin, Vizepräsidenten und Beisitzern verfügt der Verband über eine Generalversammlung mit vierköpfigem Vorstand (Mesa da Assembleia Geral) und vier weitere Organe:
- Conselho de Justiça (dt.: Rechtsrat, dreiköpfig)
- Conselho Disciplina (dt.: Disziplinarrat, vierköpfig)
- Conselho Fiscal (dt.: Aufsichtsrat oder auch Kontrollrat, vierköpfig)
- Conselho Arbitragem (dt.: Schiedsrat, vierköpfig)